# Fernando Alvarez
Fernando Alvarez (Manila, 1925. október 15. – 2013. február 16.) válogatott Fülöp-szigeteki labdarúgó, edző, szövetségi kapitány, nemzetközi labdarúgó-játékvezető.

## Pályafutása

### Labdarúgóként
Fiatal korában kosárlabdázott és futballt játszott. Aktív sportoló korában a Fülöp-szigeteken, a labdarúgó válogatott kapitánya volt.

### Labdarúgó-játékvezetőként
1957-ben lett az I. Liga játékvezetője. Az aktív nemzeti játékvezetéstől 1973-ban vonult vissza.
A Fülöp-szigeteki labdarúgó-szövetség Játékvezető Bizottsága (JB) terjesztette fel nemzetközi játékvezetőnek, a Nemzetközi Labdarúgó-szövetség (FIFA) 1959-től tartotta nyilván bírói keretében. A FIFA JB központi nyelvei közül a angolt beszéli. Több nemzetek közötti válogatott és klubmérkőzést vezetett vagy partbíróként tevékenykedett. Vezetett nemzetközi mérkőzéseinek száma: 32. Válogatott mérkőzéseinek száma: 3. Az aktív nemzetközi játékvezetéstől 1973-ban vonult vissza.
A világbajnoki döntőhöz vezető úton Németországba  a X., az 1974-es labdarúgó-világbajnokságra a FIFA JB játékvezetőként alkalmazta.
| Időpont           | Helyszín                 | Mérkőzés típusa         | Mérkőzés       | Eredmény |
| ----------------- | ------------------------ | ----------------------- | -------------- | -------- |
| 1973. március 13. | Központi Stadion, Sydney | AFC/OFC zóna 2. csoport | Irak–Új-Zéland | 2 : 0    |

### Sportvezetőként
1966–1984 között a Fülöp-szigeteki labdarúgó-szövetség általános titkára. 1966–1988 között az Ázsiai Labdarúgó-szövetség (AFC) Játékvezető Bizottságának (JB) tagja. 1978–1988 között az AFC alelnöke, tagja a FIFA Boardnak, 12 éven keresztül tagja  a FIFA Játékvezető és 10 éven keresztül a Technikai Bizottságának. A San Francisco Cup és International Youth Fesztivál igazgatója (1987), 1992-től igazgatója az Egyesült Államok Futsal Szövetségének (USFF), tagja az USSF National Referee Committee és az USSF International Referee Exchange Programnak. A FIFA technikai személyzetének tagjaként részt vett 7 Világkupán és 5 olimpiai játékokon. FIFA sportvezetői tagságának idején tett javaslatot arra, hogy játékos cserénél vezessék be a negyedik, a segéd-játékvezető kiegészítőjét, a cserecédulát.

## Sikerei, díjai
- 1970-ben a nemzetközi játékvezetés hírnevének erősítése, hazájában 10 éve a legmagasabb Ligában (osztályban) folyamatosan tevékenykedő, eredményes pályafutása elismeréseként, a FIFA JB felterjesztésére az 1965-ben alapított International Referee Special Award címmel és oklevéllel tüntette ki.
- Fülöp-szigeteki és amerikai játékvezetőként azon kevesek közé tartozik, aki – a labdarúgás népszerűsítése terén tett erőfeszítéseiért – megkapta a FIFA Centennial Érdemrendjét. Ezzel a díjjal Edson Arantes do Nascimento (Pelé), sír Stanley Rous, Franz Beckenbauer és Johan Cruijff valamint Henry Kissinger társaságában a kiválasztottak között szerepel.
- 1984-ben az Ázsiai Labdarúgó-szövetség (AFC) Distinguished Service Award címmel, az USA labdarúgásáért tett szolgálataiért 1949-ben az Athlete of the Year, 1999-ben pedig az Eddie Pearson Award elismerésben részesítette.